# Charade (Bee Gees)
Charade è un singolo dei Bee Gees pubblicato nel 1974.
Il brano è stato scritto da Barry Gibb e Robin Gibb ed è stato estratto dall'album Mr. Natural.

## Tracce
- 7"

1. Charade
2. Heavy Breathing

## Cover
Tra gli artisti che hanno realizzato cover del brano vi sono Hajji Alejandro e Samantha Sang.